# NGC 7789
NGC 7789 (anche nota come Rosa di Caroline) è un ammasso aperto molto ricco visibile nella costellazione di Cassiopea.

## Osservazione

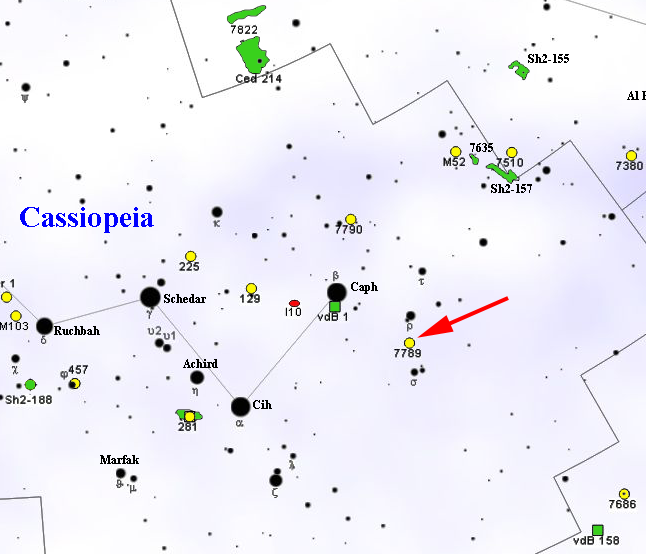
Mappa per individuare NGC 7789.

Si può individuare facilmente, partendo dalla stella β Cassiopeiae (Caph), spostandosi 2 gradi a SW verso la stella arancione ρ Cassiopeiae e infine mezzo grado a sud di quest'ultima. Non è visibile ad occhio nudo, mentre con un binocolo 10x50 si evidenzia come una macchia chiara quasi circolare; un piccolo telescopio è più indicato per la sua osservazione, dato che vi si può tentare la risoluzione in stelle, che però non si completa con strumenti inferiori ai 200mm di diametro. La componente più luminosa è di decima magnitudine, ma diverse decine di queste sono più brillanti della tredicesima, così un newtoniano da 200mm è di gran lunga lo strumento più adatto per la sua osservazione. Ad ovest l'ammasso è dominato da una stella rossa di magnitudine 9, non appartenente però ad esso.
La declinazione fortemente settentrionale di quest'ammasso favorisce notevolmente gli osservatori dell'emisfero nord, da cui si presenta circumpolare fino alle latitudini medio-basse; dall'emisfero australe d'altra parte resta piuttosto basso e non è osservabile dalle aree lontane dalla zona tropicale. Il periodo migliore per la sua osservazione nel cielo serale è quello compreso fra agosto e gennaio.

## Storia delle osservazioni
NGC 7789 venne individuato per la prima volta da Caroline Herschel nel 1783 attraverso un telescopio riflettore da 4,2 pollici, segnalandolo a suo fratello William; il figlio di quest'ultimo, John Herschel, lo riosservò in seguito e lo inserì a sua volta nel General Catalogue of Nebulae and Clusters col numero 2284.

## Caratteristiche
NGC 7789 è un ammasso aperto molto ricco e concentrato, formato da diverse centinaia di componenti; la sua distanza è stimata attorno ai 2337 parsec (7620 anni luce), corrispondente a una zona interna al Braccio di Perseo, uno dei due bracci di spirale maggiori della Via Lattea.
La sua età è piuttosto avanzata, stimata attorno a 1,7 miliardi di anni o di poco inferiore, pertanto è certamente slegato fisicamente dalle grandi e giovanissime associazioni OB visibili nella sua direzione e presenti in quel tratto del Braccio di Perseo. Numerose sue componenti massicce appartengono al ramo delle giganti rosse, altre sono nella fase di fusione dell'elio nei loro nuclei; le stelle con una massa inferiore sono invece nella sequenza principale. Studi sulla metallicità di queste stelle hanno permesso di rilevare che l'abbondanza del ferro [Fe/H] è relativamente simile a quella solare.
In NGC 7789 sono state identificate quasi 700 componenti la cui magnitudine sia più brillante della 15,5. A causa dell'elevata densità delle sue regioni centrali, diverse stelle hanno subito un'interazione tale da essersi fuse fra loro diventando delle blue stragglers. Ammassi di questo tipo sono utili per comprendere diversi meccanismi dell'evoluzione stellare.
In studi incentrati sulla ricerca di pianeti extrasolari tramite il metodo del transito sono state individuate 14 stelle mostranti effetti di variazione assimilabili a transiti planetari; in aggiunta a queste vi sarebbero alcune semplici variabili cataclismiche di lungo periodo.